# Львівська обласна наукова медична бібліотека
Львівська обласна наукова медична бібліотека (скорочено — КЗ ЛОР «ЛОНМБ») — спеціалізована медична бібліотека, розташована у місті Львові. Роком заснування вважається 1944. Фонди бібліотеки призначені для лікарів, пошукувачів матеріалу для дисертацій, посібників та для науковців у галузі медицини та суміжних спеціальностей, студентів ВНЗ, медичних навчальних закладів. У 2018 році припинила діяльність та була приєднана до Львівського медичного коледжу післядипломної освіти.

## Історія

### Передісторія
Передумови до створення бібліотеки сягають XVII століття. Значимою подією стало створення 1608 року у Львові Єзуїтського колегіуму, при якому було засновано бібліотеку, як навчальну книгозбірню школи. Окрім головної книгозбірні у давньому Львівському Університеті XVII — XVIII ст., існували також «спеціалізовані» бібліотеки, орієнтовані на потреби певних груп викладачів чи студентів, серед яких була книгозбірня аптеки колегіуму. Бібліотека сприяла згуртуванню не тільки єзуїтських, але й інших міських медиків і аптекарів, забезпечувала потреби природознавчих навчальних курсів. Паралельно з розвитком друкарської справи ширилася мережа книжкових крамниць.
Згодом наприкінці XVIII австрійська влада із скасуванням монастирів й орденів розформовувала і великі бібліотеки. Щоб зберегти унікальні книжкові фонди, частину цих книжок звозили до приватної бібліотеки графа Оссолінського, яка була заснована 1817 року. Згодом ця бібліотека була подарована громаді міста Львова.
В цей час у Львові почали утворюватися фахові об'єднання у галузі медицини. Дослідники згадують перші з них: організацію «Медичні обговорення», засновану 1842 року, та Асоціацію практикуючих лікарів Львова 1845 року. З часом було ухвалене рішення створити цілком нове товариство, яким стало Товариство Галицьких Лікарів (Towarzystwo Lekarzy Galicyjskich), засноване 1867 року. Відповідно до змін у статуті, у 1877 році створились секції, найпотужнішою з яких була львівська.
1900 року було засновано Львівське лікарське товариство (Towarzystwo Lekarzkie Lwowskie) у складі Товариства Галицьких Лікарів, яке у 1920 році організувало читальню у приміщенні Загальної поліклініки на вулиці Лінде (нині — вулиця Ліста, 5). А у 1925 році - Першу випозичальню медичних книжок. 1936 року книжки перенесли до новозбудованого (на кошти Товариства галицьких лікарів) приміщення Лікарського дому на вул. Конопницької, 3 (зараз тут — департамент охорони здоров'я Львівської ОДА) На початку 20 ст. паралельно були створені українські лікарські товариства. У Львові їх було щонайменше три: Товариство «Народна лічниця» – (1903), Українське лікарське товариство (1910) та Українське гігієнічне товариство (1929). Українські лікарські товариства користувались освітньою бібліотекою "Студіону". Книги бібліотеки Лікарського дому і частково Українського лікарського товариства лягли в основу фонду ЛОНМБ.

### Створення
У 1944 році було створено Львівське обласне Управління охорони здоров'я (сьогодні Департамент ОЗ). Воно розмістилося в колишньому Лікарському домі. У спадок разом з приміщенням Управління отримало і збіднілий фонд медичної бібліотеки. У 1944 році утворено й ЛОНМБ. До фонду бібліотеки були перенесені і книги з бібліотеки УЛТ, Університету, різноманітних лікарських та студентських товариств, конфісковані книги з приватних бібліотек українських, австрійських, німецьких, польських лікарів. У 1945 році фонд бібліотеки зріс з 147 до 1350 примірників. Незабаром книгозбірня переїздить на вул. Зелену, 12 — у приміщення НДІ епідеміології.
Бібліотека проіснувала у своїх рідних стінах аж до 1954 року. Її фонд на той час налічував понад 30 тис. примірників. Того ж року було проведено першу інвентаризацію та запроваджено облік фонду.
1963 року фонд бібліотеки перенесли у «вишитий» будинок на вул. Руській, 20 (збудований у 1905—1906 роках; до 1939 року тут містилося страхове товариство «Дністер») у приміщення колишнього іпотечного банку, на третьому поверсі. Туди ж перенесли і рідкісні книжки австрійського періоду. Зараз книжкові фонди ОНМБ розміщені на 4-х ярусах 2-го і 3-го поверхів будинку.
Фонд розміщений на металевих банківських стелажах, спеціально виготовлених у Відні на замовлення страхового товариства та колишнього банку «Дністер».

### Реорганізація
5 червня 2018 року на сесії Львівської облради, депутати проголосували за реорганізації Львівської обласної наукової медичної бібліотеки, шляхом приєднання до Львівського медичного коледжу післядипломної освіти. Працівники та керівництво бібліотеки виступили проти цього рішення.
|                                                 | «Нас приєднали до коледжу, але ми ж методична установа не лише для бібліотечних закладів коледжів, а й для університетських та інших бібліотек. Маємо у структурі 32 бібліотеки, які є в лікувальних та освітніх медичних закладах. Ми забезпечуємо літературою лікарів-практиків, інтернів, науковців. Приєднати наукову бібліотеку до навчального закладу – це дивне рішення. Фінансами коледж із нами ділитися не буде, адже він забезпечує навчальною літературою свою бібліотеку, свій навчальний процес, а в нас спеціалізована література для лікарів та науковців, як я вже сказала» |
| — Ярослава Лозинська, в.о. директора бібліотеки | |

Проти ліквідації бібліотеки виступили Міністерство культури, ЛНУВМБ ім. С. З. Ґжинського, Національна наукова медична бібліотека України, лікарі та інші медичні працівники.
5 та 19 червня був організований мітинг під Львівською обласною радою, на якому керівництво виголосило вимоги: скасувати рішення про реорганізацію.
|                                                         | Нас дуже хвилює майбутнє нашої бібліотеки. Ми не знаємо, чого чекати, бо з нами не ведуть діалогу. Не говорять ні про питання статусу бібліотеки, ні про спеціалістів і їхні робочі місця. А документ про рішення виглядає зовсім невтішно |
| — Оксана Цимбала, голова профспілки медичної бібліотеки | |

|                      | Закликаємо скасувати рішення про ліквідацію медичної бібліотеки. Єдину наукову бібліотеку для лікарів, культурне і наукове надбання, що охороняється законом, не можна так просто взяти і ліквідувати. Таке рішення дуже дискредитує чиновників і підірвало нашу довіру до них |
| — Ярослава Лозинська | |

## Книжкові фонди
У повоєнний час книгозбірня розросталася.
Бібліотека стала поповнюватися подарованими книгами, авторськими монографіями, книгами, які надсилали Київська, Харківська, Московська державні медичні бібліотеки та бібліотеки інших міст Радянського Союзу. Згодом комплектування здійснювалося централізовано. І у 1951 році завдяки першим бібліотекарам Опанасенко О. М. (директор бібліотеки), Горячих В. С., Кунько І. С. фонд бібліотеки зріс у 9 разів.
Сьогодні в бібліотеці налічується більше 250 тисяч примірників книг, кількатисячний журнальний фонд, фонд іноземної літератури, відділ депозитарної літератури, У сховищі зберігаються журнали з 1930-их років. Найстаріша книжка — «Загальна експериментальна хімія» 1800 року, написана німецькою мовою.
Знайомство читачів з фондами бібліотеки відбувається завдяки алфавітному, систематичному та предметному каталогам.

## Структура
- Відділ наукової медичної інформації (завідувач — Фільчагова Ірина Олексіївна);
- Відділ бібліографії (завідувач — Новицька Ірина Миронівна);
- Відділ комплектування та наукової обробки літератури (завідувач — Скосаренко Регіна Володимирівна);
- Методичний сектор (завідувач — Кубацька Ірина Петрівна)[9];

## Діяльність
ЛОНМБ є галузевою бібліотекою в системі охорони здоров'я, обслуговує медичні установи, практичних та наукових медичних працівників, фармацевтів, студентів V—VI курсів Львівського медичного інституту, учнів середніх медичних закладів, спеціалістів суміжних галузей, які мають потребу у медичній літературі, а саме біологи, біохіміки, ветеринарні лікарі та медсестри.
Львівська обласна наукова медична бібліотека з 1960 року є методичним центром для 34 медичних бібліотек, лікувальних установ Львова та області, а також бібліотек медичного університету, науково-дослідних інститутів, медичних коледжів та училищ, які є об'єднані у мережу медичних бібліотек Львівської області. Загальний фонд бібліотечної мережі налічує близько 1 200 тисяч примірників.